# Topoizomeraza IV
Topoizomeraza IV je jedna od dve topoizomeraze tipa II kod bakterija. Druga je DNK giraza. Poput giraze, topoizomeraza IV ima sposobnost propuštanja jednog lanca dvostruke DNA kroz drugi, čime menja broj povezivanja DNK za dva u svakom enzimatskom koraku.

## Funkcije
Topoizomeraza IV ima dve funkcije u ćeliji. 
- Ona je odgovorna za odvajanje lanaca, ili dekatenaciju DNK nakon replikacije DNK. Dvostruko heliksna priroda DNK i njen polukonzervativni mod replikacije uzrokuje da su novo formirani DNK lanci međusobno povezani. Ti linkeri se moraju ukloniti da bi se hromozomi (i plazmidi) razdvojili u zasebne ćelije tokom završnog stepena ćelijske deobe.

- Druga funkcija topoizomeraze IV u ćeliji je relaksiranje pozitivnog supernamotavanja. Ona obavlja tu ulogu zajedno sa DNK girazom. Ovi enzimi poništavaju pozitivno supernamotavanje koje se akumulira ispred translocirajuće DNK polimeraze, čime se omogućava nesmetani nastavak replikacije DNK.

- DNK giraze su analogni enzimi u drugim organizmima.

## Klinički značaj
Topoizomeraza IV je biološka meta za antibiotike, kao što je hinolon, koji sadrže ciprofloksacin.

## Literatura
- Nicholas C. Price; Lewis Stevens (1999). Fundamentals of Enzymology: The Cell and Molecular Biology of Catalytic Proteins (Third изд.). USA: Oxford University Press. ISBN 019850229X.
- Eric J. Toone (2006). Advances in Enzymology and Related Areas of Molecular Biology, Protein Evolution (Volume 75 изд.). Wiley-Interscience. ISBN 0471205036.
- Branden C; Tooze J. Introduction to Protein Structure. New York, NY: Garland Publishing. ISBN 0-8153-2305-0.
- Irwin H. Segel. Enzyme Kinetics: Behavior and Analysis of Rapid Equilibrium and Steady-State Enzyme Systems (Book 44 изд.). Wiley Classics Library. ISBN 0471303097.

## Spoljašnje veze
- DNA+Topoisomerase+IV на 